# Les Grandes Personnes (téléfilm)
Pour les articles homonymes, voir Les Grandes Personnes.
Les Grandes Personnes est un téléfilm français réalisé en 1994 par Daniel Moosmann et diffusé en 1995. Il dure 91 minutes.

## Fiche technique
- Réalisateur : Daniel Moosmann
- D'après la pièce d'Olivier Dutaillis
- Date de sortie : 6 septembre 1995

## Synopsis
une travailleuse de pub recherche un homme pour avoir une progéniture.

## Distribution
- Caroline Tresca : Louise Favard, Lou
- Marc Duret : Antoine Boivin
- Bernard Crombey : Bertrand
- Sonia Vollereaux : Maguy
- Liliane Rovère : Mme Martinot
- Didier Bénureau : René Prinieka
- Jean Barney : M. Lange
- Evelyne Grandjean : Sœur Agnès
- Françoise Dorner : La gynécologue
- Thierry Borgoltz : Le serveur
- Paulette Bouvet : La dame au grenier
- Jean-Christophe Bouvet : Le barman
- Rosine Cadoret : Mme Cassard